# گالینا یرملیوا (ورزشکار)
گالینا یرملیوا (روسی: Галина Никаноровна Ермолаева؛ ۲۱ اکتبر ۱۹۴۸ – ) قایقران روئینگ اهل روسیه بود.
وی در مسابقات کشوری و بین‌المللی در مجموع برندهٔ ۴ مدال طلا، ۲ مدال نقره شده است.